# Схід-Захід – Рабіг
Схід-Захід – Рабіг – трубопровід, який забезпечив подачу блакитного палива до потужного індустріального району Рабіг на західному узбережжі Саудівської Аравії. Офіційне найменування об’єкту EWRBG-1 (East West Rabig Gas-1).
Трубопровід, який спорудили в середині 2010-х, отримує ресурс із газопроводу Схід – Захід. Він починається на відмітці 65-й кілометр (KP65) та прямує на південь до ТЕС Рабіг 2. Основна ділянка має довжину 151 км та виконана в діаметрі 1400 мм. Одночасно з нею або дещо пізніше спорудили відгалуження:
- RYSFG-1 довжиною 19 км та діаметром 1150 мм, що прямує від 96 км траси EWRBG-1 до району Rayis; 
- RBFG-1 довжиною 6 км та діаметром 600 мм, яке починається від 134 км траси EWRBG-1 і доправляє ресурс на НПЗ Рабіг;
- EWECG-1 довжиною 15 км та діаметром 750 мм, що починається від 142 км траси EWRBG-1 та живить індустріальну зону King Abdullah Economic City (KAEC).